# Annika Beck
Annika Beck (født 16. februar 1994) er en tysk tennisspiller.
Hun repræsenterede Tyskland under Sommer-OL 2016 i Rio de Janeiro, hvor blev hun slået ud i første runde i single.

## Eksterne Henvisninger
- Annika Becks profil på Olympics.com (engelsk)
- Annika Becks profil på Olympic.org (arkiveret) (engelsk)
- Annika Becks profil på Sports-Reference OL-resultater (arkiveret) (engelsk)
- Annika Becks profil på Olympedia (engelsk)
- Annika Becks profil hos WTA Tennis (engelsk)
- Annika Becks profil hos ITF Tennis (engelsk)
- Annika Becks profil hos Fed Cup (engelsk)
- Annika Becks profil hos ITF Tennis (engelsk)